# Лисицкий, Дмитрий Михайлович
Дми́трий Миха́йлович Лиси́цкий (27 ноября 1974, Бурлацкое, Ставропольский край — 26 марта 2023, Ставрополь) — российский военнослужащий, командир 2-го десантно-штурмового батальона 247-го гвардейского особого кавказского казачьего десантно-штурмового (горного) полка, Герой Российской Федерации, гвардии подполковник.
Украинцы считают его одним из организаторов «Иловайского котла» в ходе войны на востоке Украины в 2014 году. По версии Украины, по договоренности был организован «зелёный коридор» для отступления окружённых украинских сил, однако российские войска расстреляли украинцев во время отхода из тяжёлого вооружения. По официальным украинским данным, в результате погибли 366 украинских военных и добровольцев, 429 — получили ранения, 300 — попали в плен. Россия отрицает своё участие в боях за Иловайск.

## Биография
Родился 27 ноября 1974 года в селе Бурлацкое Благодарненского района Ставропольского края в семье рабочих индейкофабрики Михаила Дмитриевича и Лидии Петровны Лисицких. Русский. Окончил среднюю школу. В 1991 году поступил в Ставропольский сельскохозяйственный институт по специальности «зоотехния».
Призван в Вооружённые силы Российской Федерации в феврале 1993 года. Срочную службу проходил в 247-м гвардейском десантно-штурмовом кавказском казачьем полку 7-й гвардейской десантно-штурмовой дивизии (горной), дислоцированной в Ставрополе. После окончания срока службы по призыву, остался на сверхсрочную.
За время службы принимал участие в боевых операциях в Абхазии (1993 год), Дагестане (1999 год), Чечне (1999—2000) и Югославии.
В 1998 году заочно с отличием окончил Ставропольскую государственную сельскохозяйственную академию, получив специальности зооинженера и инженера-маркетолога.
В апреле 2000 года сержант Лисицкий заключил контракт и продолжил воинскую службу в своей части в должности механика-радиотелефониста взвода связи. В июне в составе российских миротворческих сил направлен в Боснию и Герцеговину. В течение полутора лет проходил службу в должности разведчика-снайпера разведывательной роты 1-й отдельной воздушно-десантной бригады. За проявленные храбрость и отвагу при выполнении боевого задания был награждён медалью Суворова.
После возвращения в Россию, продолжил службу в 247-м гвардейском десантно-штурмовом Кавказском казачьем полку, в составе которого участвовал в боевых действиях в Чечне (2001—2004) и в Абхазии во время войны в Грузии 2008 года.
В ходе одного из боёв на Северном Кавказе группа прикрытия, в состав которой входил старшина Лисицкий, участвовала в обеспечении отхода из зоны боевых действий мирных жителей. Лисицкий смог обеспечить отход боевых товарищей из под обстрела, за что был награждён медалью ордена «За заслуги перед Отечеством» 2-й степени.
В 2004 году окончил Ставропольский филиал Белгородского университета потребительской кооперации по специальности «экономист-менеджер по экономике и управлению».
С присвоением офицерского звания лейтенанта Лисицкий был назначен на должность командира взвода. В дальнейшем, замещал должности: командир зенитно-ракетного взвода десантно-штурмового батальона, заместитель командира десантно-штурмовой роты, командир десантно-штурмовой роты, заместитель командира десантно-штурмового батальона.
В 2014 году участвовал в операциях по обеспечению безопасности Олимпийских и Паралимпийских игр в Сочи.
Согласно данным украинских СМИ, Лисицкий командовал батальонной тактической группой 247-го полка летом 2014 года, когда российские войска приняли участие в войне на Донбассе на стороне сепаратистов. Украинские СМИ называла его одним из организаторов «Иловайского котла», где окружённые силы ВСУ понесли тяжёлые потери. По данным из РФ, операцией под Иловайском командовал главком ВДВ Михаил Теплинский, а Лисицкий был под его командованием.
«Закрытым» указом Президента Российской Федерации от 22 января 2015 года «за героизм, мужество и отвагу, проявленные при исполнении воинского долга», капитану Лисицкому Дмитрию Михайловичу присвоено звание Героя Российской Федерации с вручением медали «Золотая Звезда». Награда была вручена в Кремле 20 февраля 2015 года Президентом Российской Федерации Владимиром Путиным.
Лисицкий продолжал нести военную службу в должности командира 1-го десантно-штурмового батальона 247-го особого казачьего десантно-штурмового (горного) полка, дислоцировавшегося в Ставрополе. Принимал активное участие в мероприятиях в сфере военно-патриотического воспитания молодёжи.
22 июня 2017 года Лисицкому присвоено звание «Почётный гражданин Благодарненского района».
В 2022 году принимал участие во вторжении на Украину. Командовал одним из батальонов 247 полка. По словам сослуживцев, 247 полк под командованием генерала Марзоева попал в окружение под Николаевом и был разгромлен. Лисицкому удалось вывести свой батальон из окружения и спасти часть личного состава. Лисицкий получил ранения обеих ног. Находясь на лечении, писал докладные командованию и президенту Путину о разгроме 247 полка. 26 марта Путин наградил генерала Марзоева орденом Александра Невского. В тот же день Лисицкий покончил с собой в своей квартире в Ставрополе. Похоронен в Ставрополе на Игнатьевском кладбище.

## Награды и специальные звания
- Герой Российской Федерации (2015) [7] — за героизм, мужество и отвагу, проявленные при исполнении воинского долга.
- Медаль ордена «За заслуги перед Отечеством» 2-й степени с мечами (2003).
- Медаль Суворова (2000).
- Почётный гражданин Благодарненского муниципального района Ставропольского края.

## Семья
Был женат, осталось двое сыновей.